# Дубовий потік (притока Сельчанського потоку)
Дубовий потік (словац. Dubový potok) — річка; притока Сельчанського потоку, протікає в округах Рімавська Собота і Полтар — слугує межею між ними.
Довжина приблизно 4.5 км. Витік знаходиться в масиві Ревуцька-Верховина (геоморфологічна підодиниця Цінобанське передгір'я) — схил гори Голубіна — на висоті приблизно 425 метрів.
Протікає територією села Селце. Впадає у Сельчанський потік на висоті близько 245—250 метрів.